# Damalis neavei
Damalis neavei är en tvåvingeart som beskrevs av Jason Gilbert Hayden Londt 1989. Damalis neavei ingår i släktet Damalis och familjen rovflugor.
Artens utbredningsområde är Malawi. Inga underarter finns listade i Catalogue of Life.